# Девід Прейн
Девід Прейн (англ. David Prain, 11 липня 1857 Феттенкраін, Абердиншир — 16 березня 1944 Суррей) — шотландський ботанік.

## Біографія
Девід Прейн народився у селі Феттенкраін біля Лоренскірку в Абердинширі 11 липня 1857 року.
Навчався в Абердинському та в Единбурзькому університетах. Він був демонстратором анатомії у Коледжі хірургів Единбурга у 1882 та 1883 роках та в Університеті Абердіна у 1883 та 1884 роках.
У 1898 році Девід Прейн був призначений директором Королівського ботанічного саду у Калькутті. З 1898 до 1905 він також був професором ботаніки у Медичному коледжі Калькутти. У 1905 році Девід Прейн став директором Королівських ботанічних садів в К'ю.
У травні 1905 року він був обраний членом Лондонського королівського товариства. Девід Прейн займав пост президента Лондонського Ліннеївського товариства з 1916 до 1919 року та був нагороджений Медаллю Ліннея у 1935 році. Він зробив значний внесок у ботаніку, описавши багато видів рослин.
Девід Прейн помер 16 березня 1944 року.

## Наукова діяльність
Девід Прейн спеціалізувався на папоротеподібних, водоростях та на насіннєвих рослинах.

## Публікації
- Bengal Plants. 1903.